# 新日特季亞 (馬林區)
50°51′32″N 29°23′51″E / 50.85889°N 29.39750°E
新日特季亞（烏克蘭語：Нове Життя），是烏克蘭北部的村莊，隸屬日托米爾州的科羅斯滕區。該村始建於1917年，面積0.39平方公里，海拔高度158米，2001年人口30，人口密度每平方公里76.53人。